# Wangenheim (Familienname)
Wangenheim ist ein deutscher Familienname.

## Namensträger
- Adolf von Wangenheim (Jurist) (1797–1858), deutscher Jurist und Richter
- Adolf Freiherr von Wangenheim (1927–2020), deutscher Politiker (CDU)
- Adolf von Wangenheim-Wake (1854–1936), deutscher Rittergutsbesitzer und Politiker, MdR
- Adolph von Wangenheim (1648–1709), deutscher Generalleutnant
- Alexander von Wangenheim (General) (1792–1867), preußischer Generalleutnant
- Alexander Freiherr von Wangenheim (1872–1959), deutscher Politiker der NSDAP
- Alexei Feodossjewitsch Wangenheim (1881–1937), russischer Meteorologe
- Anna Wangenheim (* 1982), grönländische Politikerin (Demokraatit)
- Annette von Wangenheim, deutsche Dokumentarfilmerin
- Arthur von Wangenheim (1841–1912), preußischer Generalleutnant
- August Wilhelm von Wangenheim (1697–1764), deutscher Hofbeamter und Kurfürstlich Braunschweig-Lüneburgischer Hofmarschall
- Carl von Wangenheim (1860–1931), deutscher Verwaltungsbeamter
- Chris von Wangenheim (eigentlich Christoph von Wangenheim; 1942–1981), deutscher Fotograf
- Christian August von Wangenheim (1741–1830), deutscher Militär und Hofbeamter
- Christian Ludwig von Wangenheim († 1794), kurfürstlich braunschweig-lüneburgischer Generalmajor
- Conrad von Wangenheim (1849–1926), deutscher Agrarpolitiker und Reichstagsabgeordneter
- Curt von Wangenheim (1862–1937), deutscher Oberst, Ritter des Ordens Pour le Mérite
- Edith Wangenheim (* 1947), deutsche Politikerin (SPD)
- Eduard Clemens Franz Freiherr von Wangenheim (1871–1961), deutscher Schauspieler, siehe Eduard von Winterstein
- Eleonore von Wangenheim, deutsche Adelige und Politikerin (NSDAP, NS-Frauenschaft, S.R.P.)
- Ernst von Wangenheim (Regierungsrat) (1797–1860), Regierungspräsident im Herzogtum Sachsen-Coburg und Gotha
- Ernst von Wangenheim (General, 1829) (1829–1887), preußischer Generalmajor
- Ernst von Wangenheim (Politiker) (1829–1890), deutscher Jurist und Politiker
- Ernst von Wangenheim (General, 1862) (1862–1932), preußischer Generalmajor
- Ernst-August von Wangenheim (1911–1995), deutscher Brigadegeneral
- Franz Theodor Wangenheim (1805–1848), deutscher Schriftsteller
- Friedel von Wangenheim (1939–2001), deutscher Autor und Schauspieler
- Friedrich von Wangenheim (Oberst) (1717–1775), deutscher Oberst
- Friedrich von Wangenheim (General, 1827) (1827–1904), preußischer Generalleutnant
- Friedrich von Wangenheim (General, 1859) (1859–1942), deutscher Generalmajor
- Friedrich von Wangenheim (Intendant), deutscher Theaterintendant
- Friedrich Adam Julius von Wangenheim (1749–1800), deutscher Dendrologe
- Friedrich Nikolaus von Wangenheim (1709–1762), deutscher Generalmajor
- Friedrich Wilhelm von Wangenheim (1720–1799), deutscher Generalmajor
- Georg von Wangenheim (Haushofmeister) (1606–1660), thüringisch-sächsischer Hofbeamter, Stallmeister und Haushofmeister
- Georg August von Wangenheim (1706–1780), kurfürstlich braunschweig-lüneburgischer General
- Georg von Wangenheim (Hofmarschall) (Georg Christian Ernst Ludwig August Graf von Wangenheim; 1780–1851), hannoverscher Oberhofmarschall und Mitglied der Ständeversammlung
- Georg von Wangenheim (Wirtschaftswissenschaftler) (* im 20. Jahrhundert), deutscher Jurist, Wirtschaftswissenschaftler und Hochschullehrer
- Gustav von Wangenheim (1895–1975), deutscher Schauspieler und Regisseur
- Hans von Wangenheim (1859–1915), deutscher Diplomat
- Hans Heinz von Wangenheim (1889–1981), deutscher Verwaltungsbeamter und Richter
- Hartmann Ludwig von Wangenheim (1633–1718), kurhannoverscher Oberforst- und Jägermeister
- Hermann von Wangenheim (1807–1889), deutscher Jurist, Klosterrat, Klosterkammerdirektor und Politiker
- Inge von Wangenheim (1912–1993), deutsche Schauspielerin und Schriftstellerin
- Johanna von Wangenheim (Johanna Hedwig Wilhelmine Caecilie von Wangenheim, geborene von der Decken; 1786–1860), deutsche Stifterin
- Karin von Wangenheim (1937–2019), deutsche Schauspielerin, Malerin und Zeichnerin
- Karl von Wangenheim (1797–1853), deutscher Jurist und Politiker
- Konrad von Wangenheim (1909–1953), deutscher Vielseitigkeitsreiter
- Konstantin von Wangenheim (1824–1892), deutscher Verwaltungsbeamter
- Ludwig von Wangenheim (1760–1820), Abgeordneter der Reichsstände des Königreichs Westphalen
- Renate von Wangenheim (geb. Renate Reinecke; 1944–2016), deutsche Schauspielerin
- Ulrich Wangenheim (* 1973), deutscher Jazzmusiker
- Volker Wangenheim (1928–2014), deutscher Dirigent
- Walrab von Wangenheim (Politiker, 1831) (1831–1909), deutscher Rittergutsbesitzer, Offizier, und Politiker (DHP), MdR
- Walrab von Wangenheim (Politiker, 1884) (1884–1947), deutscher Rittergutsbesitzer und Politiker (DHP, NLP), MdL Preußen und Hannover
- Walrab von Wangenheim (Politiker, 1900) (1900–1968), deutscher Freiherr und Landrat
- Wilhelm Bogun von Wangenheim (1797–1865), preußischer Generalleutnant
- Wolfgang von Wangenheim (* 1938), deutscher Germanist und Kunsthistoriker